# Elbringhausen
Elbringhausen ist ein Ortsteil von Wermelskirchen nahe der Stadtgrenze zu Remscheid-Bergisch Born. Der Ortsteil geht aus einer alten Hofschaft hervor und wurde um ein stark frequentiertes Gewerbegebiet erweitert. Der Sackgassencharakter des alten Ortskerns gewährleistet eine gewisse Eigenständigkeit.

## Geschichte
Die Geschichte des Ortes wurde detailliert erforscht. Die -inghausen-Form des Hofes ist eine engrische Namenssitte und lässt auf eine frühe Besiedlung im 6. bis 8. Jahrhundert durch Volksstämme aus dem sächsischen Raum schließen.
1398 wurde der Ort bereits als Ailbrinchuysen erwähnt, 1449 wurde er Alverkusen genannt.
1586 wurden fünf steuerzahlende Einwohner ausgewiesen und 1715 fand man die Hofschaft erstmals auf einer Karte. 1832 wohnten 71 Bürger in den in neun Häusern des Ackerhofs Elbringhausen. Insgesamt gab es acht landwirtschaftliche Gebäude. Die Einwohnerzahl war steigend, denn 1814 wohnten hier lediglich 64 Einwohner.
Im 19. Jahrhundert formierten sich die Bewohner zu einem eigenen Akkordeon- und Lautenorchester und dem seit 1883 existierenden Elbringhausener Männergesangverein „Sängerbund“. Auch heute hat sich dieses Selbstbewusstsein erhalten, denn die Ortschaft verfügt über eine eigene Fahne und eine eigene Zeitschrift.